# 名古屋電視台
名古屋電視放送株式會社（日语：／ Nagoya Terebi Hōsō Kabushiki Gaisha */?），通稱名古屋電視台（日語：中京テレビ放送），簡稱「NBN」、「名視」（メ～テレ），是日本的一家以中京廣域圈（愛知縣、岐阜縣、三重縣）為播出範圍的電視台。名古屋電視台是ANN聯播網的一員，開播于1962年4月1日。電視台識別呼號為JOLX-DTV，遙控器號碼是6頻道。
名古屋電視台在開播初期曾同時加入了日本電視台和NET電視台的聯播網，但在1973年退出日本電視台系列的聯播網。名古屋電視台是《機動戰士鋼彈》的製作單位之一，為ANN聯播網貢獻了眾多節目。

## 資本構成
下表列出2021年3月31日時名古屋電視台的主要股東:371：
| 資本金          | 發行股份總數 | 股東数 |
| --------------- | ------------ | ------ |
| 400,000,000日元 | 800,000股    | 19     |

| 股東             | 持股數    | 比例   |
| ---------------- | --------- | ------ |
| 豐田汽車         | 277,000股 | 34.62% |
| 朝日新聞社       | 156,500股 | 19.56% |
| 朝日電視控股     | 138,500股 | 17.31% |
| 讀賣新聞東京本社 | 080,000股 | 10.00% |
| 日本電視台       | 045,000股 | 05.62% |

## 歷史
1959年11月24日，豐田汽車販賣社長神谷正太郎等10人設立「中京電視台」（中京テレビ放送株式会社），申請獲得東海地方三縣（愛知縣、岐阜縣、三重縣）第三家民營電視台執照:37。當時共有9家公司申請獲得東海地方的電視播出執照，其中有4家公司同意和中京電視台統合，因此最後有5家公司參與競爭:37。1961年7月14日，郵政省宣布將播出執照授予給中京電視台。此後中京電視台在同年8月30日舉辦創立總會，發行40萬股的股票，資本金為2億日元，定頻11頻道:37。1961年11月25日，中京電視台以「名古屋」這一地名更具親和力為由，將公司名稱改為「名古屋放送株式會社」，簡稱「名古屋電視台」:38。當時名古屋已有兩家民營電視台，其中CBC是東京放送聯播網成員，東海電視台則同時加入了富士電視台及日本電視台的聯播網:39。名古屋電視台決定同時播出日本電視台及NET電視台的節目，而東海電視台則隨著名古屋電視台的開播完全成為富士電視台聯播網的成員:39。
1962年4月1日早晨6時50分，名古屋電視台正式開播:44。開播之初，名古屋電視台播出節目中有65.8%是日本電視台製作、25.7%是NET電視台製作、5.1%是自行製作、3.4%由其他電視台製作:45。1963年6月，名古屋電視台工會成立:63。名古屋電視台的勞資關係在初期並不和諧，1966年7月，曾發生工會成員包圍名古屋電視台長達23天的事件:63。然而名古屋電視台工會過激的對抗行為亦引發部分員工的不滿，這些員工在1969年7月另立「若竹會」，名古屋電視台工會出現分裂局面:73。1974年，在工會及若竹會的努力下，名古屋電視台成為日本第7家實現週休2日的民營電視台:87。
1966年7月，名古屋電視台廢除了午後的停播時段，實現了全天不間斷播出:52。同年12月15日，名古屋電視台首次播出彩色電視節目:52。1969年，名古屋電視台實現新聞節目全部彩色化:73。同年9月26日，名古屋電視台啟用了第一代商標:70。1972年6月，名古屋電視台獲准在中國進行單獨採訪，這是文化大革命開始後首次有外國電視台獲得在中國單獨採訪的資格:77。名古屋電視台長期堅持的中國報道在1975年獲得了「日本民間放送聯盟賞」的肯定:89。1976年，名古屋電視台的第6次中國取材在編輯為13集紀錄片之後通過ANN聯播網在日本全國播出:91。
名古屋電視台自開播以來，長期維持播出節目中約6成來自日本電視台，約3成來自NET電視台的比例。然而這引發了NET電視台的強烈不滿，要求將這一比例改為五比五，並在1972年10月干涉名古屋電視台的節目調整，將週六晚間20點至22點的節目改為NET電視台節目。此舉引發日本電視台強烈不滿，兩者因此對簿公堂，最終以改編兩小時中播出一小時的NET電視台節目這一妥協方案和解:80。但此事件成為後來名古屋電視台退出日本電視台聯播網的契機:80。1972年12月27日，名古屋電視台、中京電視台、日本電視台、NET電視台舉辦四方會談，會後四方同意中京電視台完全成為日本電視台系列聯播網的成員，而名古屋電視台則完全成為NET電視台系列聯播網的成員:84。在轉換聯播網之際，名古屋電視台播出了大量廣告，以提高轉換聯播網一事的認知度，抑制此事帶來的經濟損失:85。
1976年，神谷正太郎卸任名古屋電視台社長職務，也是名古屋電視台開播之後首次交替社長:90。在1979年，《機動戰士鋼彈》的成功，以及時任日本首相大平正芳出演的特別節目令名古屋電視台的全國知名度大幅提高:99。1981年4月第2、3、5週，名古屋電視台首次獲得收視率三冠王:105。1981年和1982年，名古屋電視台連續兩年獲得全日收視率首位:108。
1987年，在開局25年之際，名古屋電視台將公司的正式名稱從「名古屋放送」改為現在的「名古屋電視放送」，統一了正式名稱和通稱，並啟用了第二代商標:129。同年名古屋電視台還開播了新的帶狀晨間資訊節目《早安名古屋電視台》:129。1995年7月，名古屋電視台開設了官方網站，成為日本第二家開設官網的民營電視台（僅次於TBS）:161。在開播35週年的1996年和1997年，名古屋電視台製作了《深夜特急'96〜熱風亞洲篇〜》等一系列特別節目:163，並獲得3項日本民間放送聯盟賞的肯定:167。在世紀之交之際，名古屋電視台和大連電視台、胡志明市電視台、蘇州廣播電視台、阿里郎電視台等外國電視台簽訂和合作協議，加強海外合作:171。

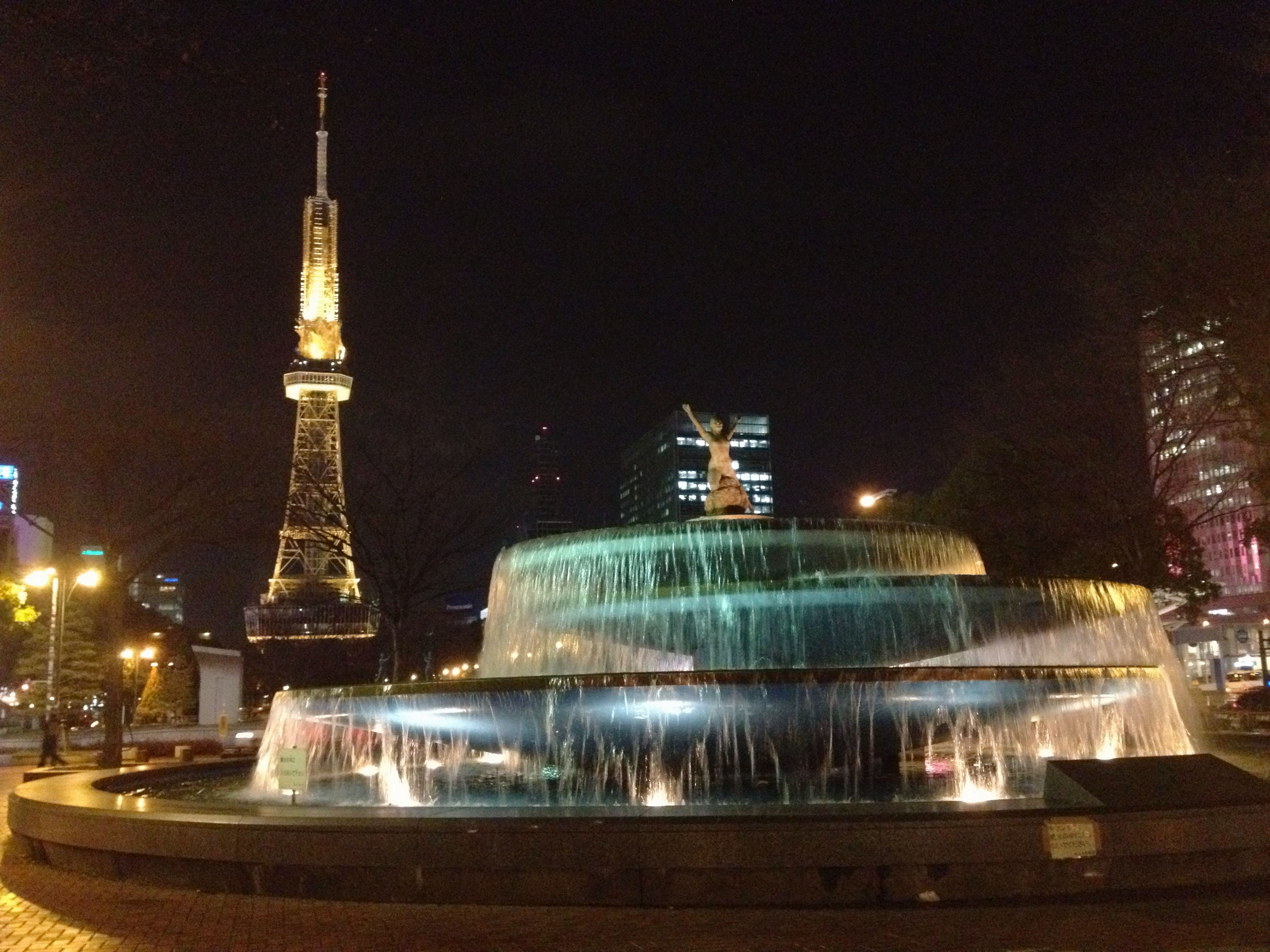
名古屋電視台捐贈的「希望之泉」

2003年，在遷入新總部和開始數位電視播出之際，名古屋電視台對企業形象進行了全面刷新，將公司簡稱改為「名視」（メ～テレ），並啟用了吉祥物Wolfy:192。Wolfy的設計概念是「披著羊皮的狼」，寓意雖然現在是羊，但正在脫皮為狼的電視。「Wolfy」這一名稱是從超過1.5萬份徵集名稱中選出:192。2003年12月1日，名古屋電視台開始播出數位電視訊號:193。2005年國際博覽會時，名古屋電視台不僅播出了一系列特別節目，還在5月28日和博覽會協會共同舉辦了演唱會:201。2007年度，在開播45週年之際，名古屋電視台的全日平均收視率達8.9%，時隔15年獲得名古屋民營電視台第二位。同年名古屋電視台的黃金時段平均收視率亦有13.1%，同樣獲得第二位:209。
在2009年和2010年，受到全球金融危機後日本經濟蕭條的影響，名古屋電視台連續兩年出現虧損:221。2011年，名古屋電視台實現扭虧為盈:224。同年7月24日，名古屋電視台停止播出類比電視訊號，完全進入數位電視時代:225。2012年，名古屋電視台在開播50週年之際推出了「羊和狼都是名視」（羊も。狼も。メ～テレ）的宣傳口號，並製作了眾多特別節目:228-229。這一年名古屋電視台的黃金時段收視率達13.4%，晚間時段收視率達13.5%，獲得收視率雙冠王:15。2013年度，名古屋電視台蟬聯了收視率雙冠王:25。
名古屋電視台亦十分熱衷在地貢獻事業。在開播翌年，名古屋電視台就向名古屋市政府捐贈了1,000棵行道樹:47。此後名古屋電視台長期堅持植樹活動。至1984年，名古屋電視台已在名古屋市內植樹超過3萬棵，並且在伊勢市、四日市市、豐橋市等地也舉辦了植樹活動:117。1969年10月9日，名古屋電視台又向名古屋市政府捐贈了位於名古屋電視塔南側的大噴泉，並將其命名為「希望之泉」。該噴泉修建耗資7,000萬日元，直徑有20公尺:71。1972年，作為開播10週年紀念事業的一部分，名古屋電視台在平和公園捐贈種植了1,100多株櫻花，並將種植櫻花的區域命名為「櫻之園」:79。

## 節目

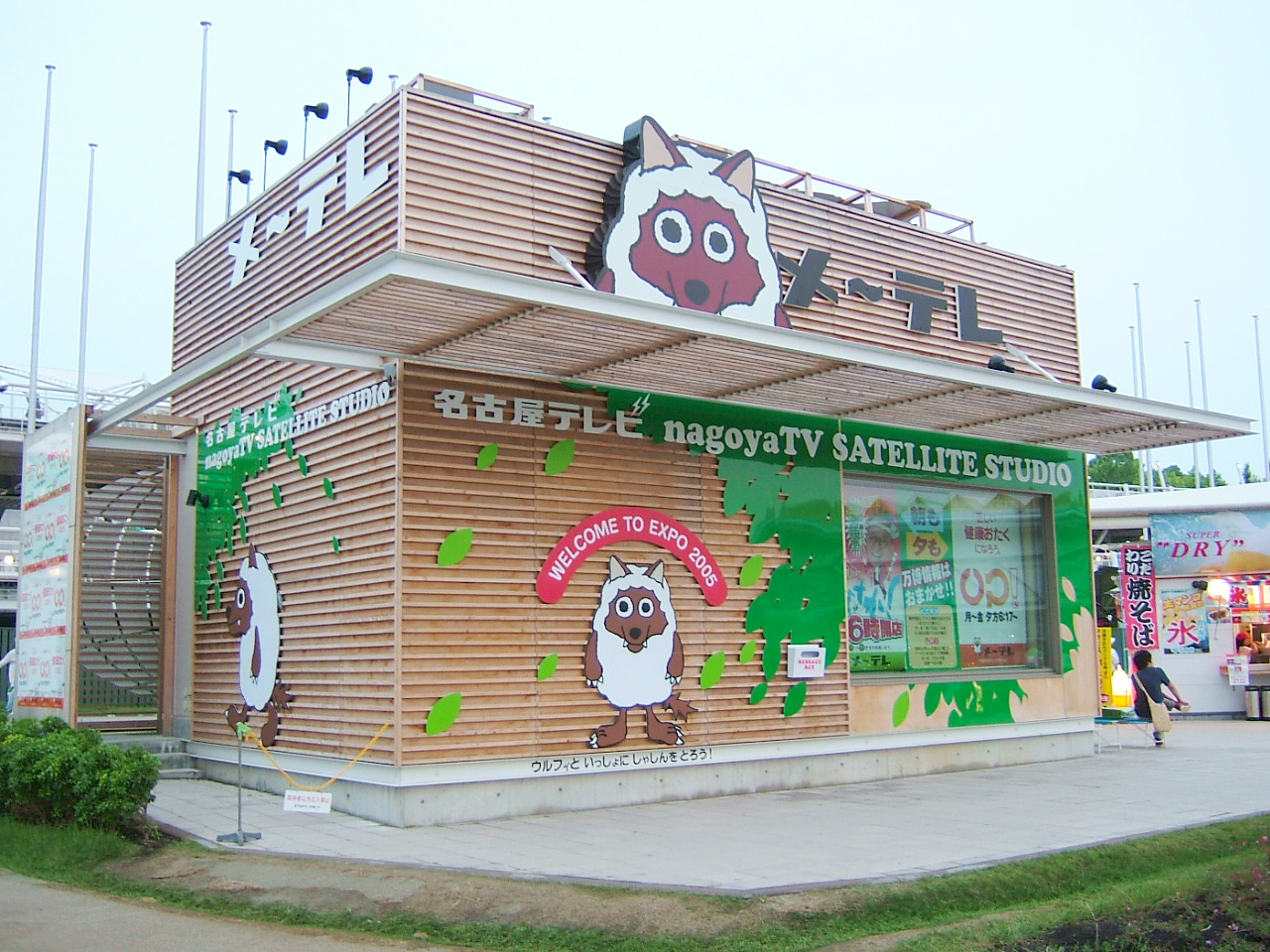
名古屋電視台在愛知世博會上出展的攝影棚，建築上的吉祥物即是「Wolfy」

在開播初期，名古屋電視台製作節目以新聞和體育轉播為主。力道山在1963年的生涯最後一場比賽就是由名古屋電視台製作轉播:48。名古屋電視台還是東海地區最先播出約翰·甘迺迪遇刺的電視台:49。1968年，名古屋電視台播出了蘇聯第一副主席巴伊巴科夫在名古屋車站遇襲的獨家新聞:66。同年名古屋電視台還播出了飛驒川巴士墜落事故特別節目，確立了發生重大事件時的報道體制:68。1986年，年名古屋電視台在傍晚開播大型帶狀新聞節目《名古屋電視新聞 Just6》（名古屋テレビニュース　ジャスト6），強化新聞節目:126。1994年，名古屋電視台在中華航空140號班機空難發生後於當晚21時48分開始播出特別節目:155。1998年，名古屋電視台製作播出了其第一個傍晚大型資訊節目《情報Live To You!》:171。2005年，名古屋電視台將傍晚的資訊節目改名為《UP!》，是持續播出至今的長壽節目:202。除了《UP!》之外，名古屋電視台另一檔大型帶狀資訊節目是在週一至週五晨間6時至8時播出的《怎麼樣!》，也是現在東海地方唯一的晨間地方資訊節目，在2018年創下開播以來最高收視率記錄。
1986年，名古屋電視台向ANN華盛頓支局派遣一名特派員，成為名古屋電視台的首位海外特派員:125。1991年，名古屋電視台的八一九政變報道獲得了這一年8月的ANN月間賞:141。1992年，名古屋電視台開設了其首個海外支局ANN新加坡支局。2004年該支局關閉後，名古屋電視台仍然在ANN曼谷支局派有一名記者:145。
1966年，名古屋電視台開始播出首個自公司製作的直播節目《夫人、和您共度30分》（奥さま、あなたと30分），該節目也是日本首個由地方台製作的主婦向資訊節目:61。同年名古屋電視台還製作了首部電視劇《夫婦百景》:62。在1973年轉換聯播網之後，由於當時NET電視台的節目製作能力在核心局中較弱，名古屋電視台因此不得不強化節目自製能力。在轉換聯播網之後，名古屋電視台就製作了在全國播出的帶狀兒童節目《Bunbunbanban》:85。1977年，名古屋電視台的開播15週年紀念電視劇《牽手》（お手々つないで）通過ANN聯播網在全國黃金時段播出，這是名古屋電視台首部在黃金時段播出的連續劇:93。1978年，名古屋電視台還製作了首個帶狀直播資訊節目《看這裡！》（こっちむいてホイ！）:96。為紀念開播35週年，名古屋電視台自1996年開始播出由大澤隆夫、松嶋菜菜子主演的《深夜特急》系列電視劇:171。
早在1969年，名古屋電視台製作的動畫節目《六法犯法君》就在日本全國播出:71。1977年至1978年播出的《無敵超人桑波特3》開創了名古屋電視台在機器人題材動畫領域的優勢地位:94。1979年，名古屋電視台和創通、日昇動畫共同製作的《機動戰士鋼彈》取得空前成功，成為日本動畫史上的里程碑級作品:99。2009年7月，名古屋電視台舉辦了鋼彈誕生30週年祭，吸引了超過7萬人參加:217。

## 攝影棚
名古屋電視台在開播時曾在名古屋市中區南大津通5-11的鐘錶大樓（時計ビル）內辦公:37。但由於名古屋電視台的主控室位於名古屋電視塔內，總部和主控室分處兩地給業務帶來很大不便；加上攝影棚空間狹小，名古屋電視台在1964年決定投資10億日元，修建自己的總部大樓:51。1964年5月8日，名古屋電視台總部大樓開工，並在翌年9月竣工:55。名古屋電視台第一代總部地上有4層，地下有1層，總樓面面積約2,300平方公尺:55。總部大樓內有兩個攝影棚，大攝影棚的面積有500平方公尺，小攝影棚的面積有165平方公尺:55。1965年10月3日，名古屋電視台正式開始從總部大樓內播出電視訊號:55。2011年，名古屋電視台舊總部被拆除:226。
1998年，為適應數位電視時代需求，名古屋電視台開始計劃修建新總部:171。2001年9月26日，名古屋電視台新總部舉辦動工式:182。在經過一年半的工程之後，名古屋電視台新總部在2003年4月25日竣工:191。名古屋電視台新總部地上部分有8層，地下有1層，總樓面面積20,811平方公尺:191。大樓內共有6個攝影棚，其中最大的B攝影棚面積有410平方公尺，A攝影棚亦有320平方公尺:191。新聞攝影棚設在4層，在發生緊急新聞時可和新聞部門合二為一:191。同年7月1日，名古屋電視台開始從新總部播出訊號:191。

### 不動產事業
除了電視本業之外，名古屋電視台還積極涉足不動產事業。1978年，名古屋電視台在榮修建了NBN泉大樓。該建築地上有8層，地下有2層，總樓面面積7,258平方公尺，工程耗資11.5億日元，由名古屋電視台和關聯公司和豐田自販等企業入駐:97。同年11月2日，名古屋電視台關聯公司運營的中央公園地下街開始營業，在開業當天就有約2萬人光臨:97。1986年11月1日，名古屋電視台投資的服裝百貨大樓中央公園Annex（セントラルパーク・アネックス）開業:125。

## 註释
1. ↑  創辦時公司名為中京電視台，正式開播前改名為名古屋放送。
2. ↑  「三冠」指全日（6:00-24:00）、黃金時間（19:00-22:00）、晚間時段（19:00-23:00）三個時段皆獲得收視率第一。

## 外部連結
- 名古屋電視台【メ〜テレ】 （页面存档备份，存于）
- 名古屋電視台/メーテレ)的X（前Twitter）
- YouTube上的MeiteleCH（名古屋電視台官方）頻道